# Fairport Harbor, Ohio
Fairport Harbor là một làng thuộc quận Lake, tiểu bang Ohio, Hoa Kỳ. Năm 2010, dân số của làng này là 3109 người.

## Dân số
- Dân số năm 2000: 3180 người.
- Dân số năm 2010: 3109 người.